# Directive nitrates
La directive 91/676/CEE du Conseil concernant la protection des eaux contre la pollution par les nitrates à partir de sources agricoles, dite « directive nitrates », est une directive européenne entrée en vigueur le  12 décembre 1991, qui vise à réduire la pollution des eaux provoquée par les nitrates utilisés à des fins agricoles. 

C'est l'une des directives que les États membres ont dû intégrer dans leur droit de l'environnement national, pour protéger l'environnement et les ressources naturelles (et plus particulièrement la ressource en eau). 

## Objectif
L'objet de cette directive, dans la perspective d'un développement plus soutenable, est la lutte contre une partie de la pollution des eaux ; celle qui relève des apports et excès de nitrates d’origine agricole. 
Cette directive cible ces nitrates car, très solubles dans les eaux, ils sont reconnus comme étant une source grave et durable d'eutrophisation, voire de dystrophisation et de zones mortes en mer ou dans les estuaires, et qu'ils étaient dans une grande partie de l'Europe en forte augmentation depuis les années 1970, dans les sols, mais aussi dans les eaux de surface et souterraines. Les nitrates en favorisant les blooms planctoniques contribuent aussi à aggraver la turbidité de l'eau déjà accrue à cause de l'érosion des sols agricoles qui s'est globalement aggravée des années 1970 à 1990, qui reste un des paramètres déclassant de nombreux cours d'eau.

Tous les nitrates ne sont pas d'origine agricole, mais d'autres directives et textes complémentaires concernent les eaux usées urbaines et industrielles). Tous ces textes sont techniquement, politiquement et juridiquement cadrés et mis en cohérence par la directive cadre sur l'eau et ses SDAGE.
Selon le principe de subsidiarité, ce sont les États membres qui doivent appliquer la directive.

## Champ d'application
Tout composé azoté utilisé en agriculture est concerné par cette directive : engrais chimiques, fertilisants traditionnels (effluents d'élevage dont déjections d'animaux ou mélange de litière et de déjections d'animaux, même s'ils ont subi une ou des transformations(s)), résidus d'élevages piscicoles ou encore certaines boues d'épuration, etc.

## Aire d'application de la directive Nitrates
La directive Nitrates couvre géographiquement toute l'Europe, tant pour les eaux souterraines ou superficielles, et tant pour les eaux douces et potables, que pour les eaux non potables, saumâtres et salées. Elle s'applique dans toutes les zones où une augmentation des teneurs en nitrates a une origine agricole. Ces zones, qui doivent être cartographiées et faire l'objet de programmes d'action (PA) encadrés par l'état (et les Agences de l'eau, avec l'ONEMA en France) sont dites « zones vulnérables ».

## Déclinaison en France

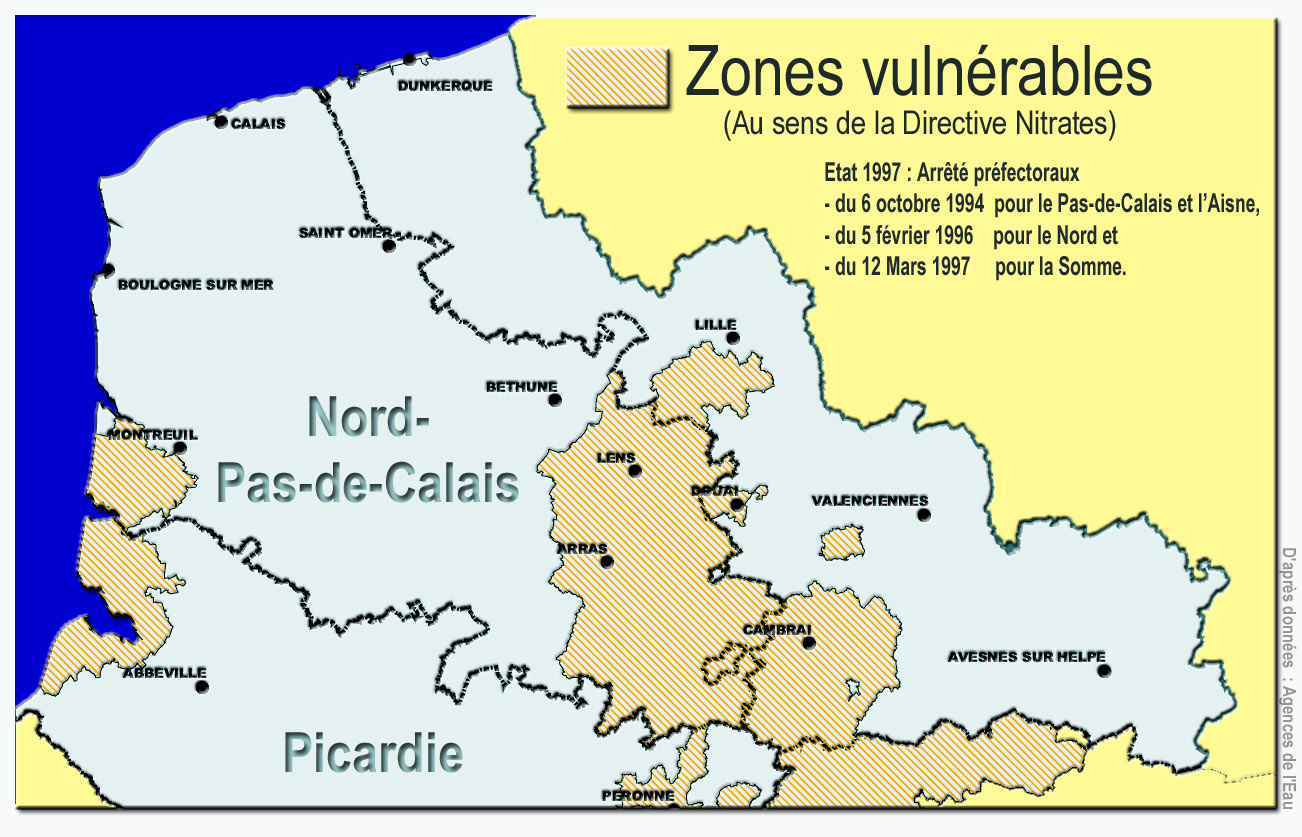
Carte des zones vulnérables (aux nitrates) dans le nord de la France, en 1997 (avant extension à tout le territoire)

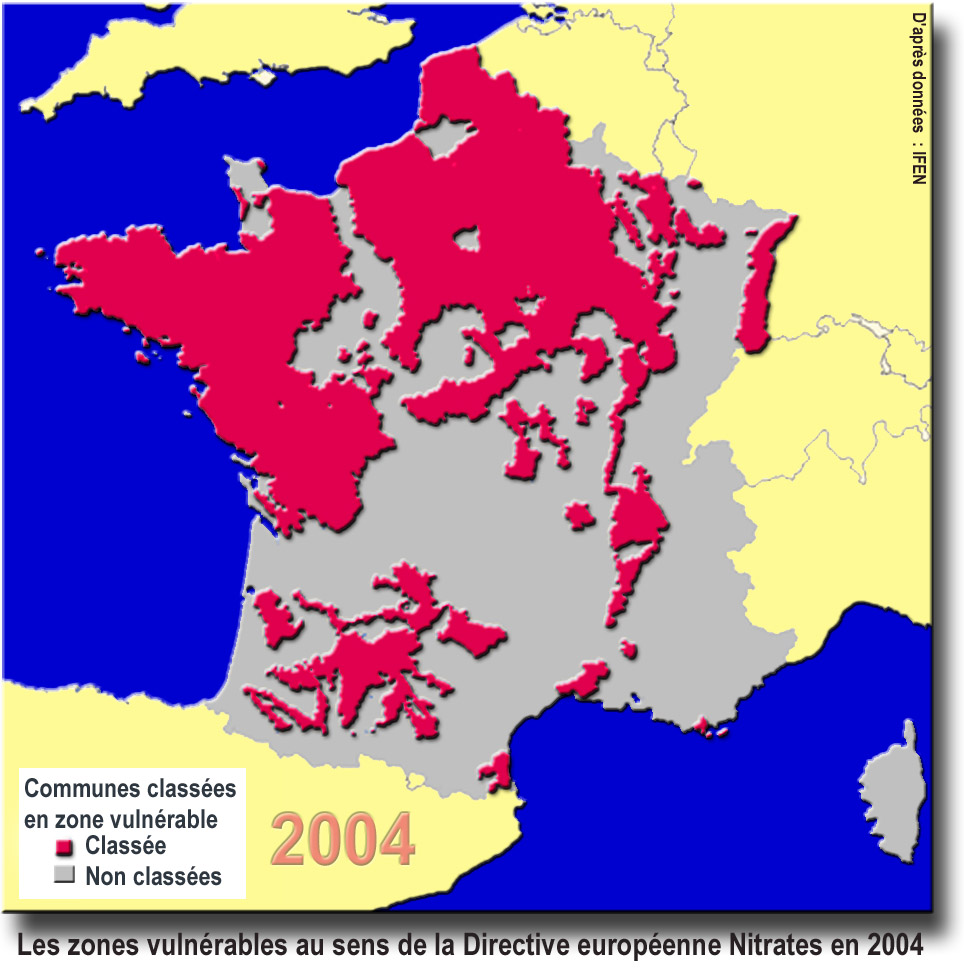
Carte des zones vulnérables en France en 2004

### Plans d'actions national et régionales
La directive européenne se traduit en droit français par un programme d’actions national (PAN) qui fixe un socle commun applicable sur les zones vulnérables françaises. 
Des programmes d’actions régionaux (PAR) précisent, de façon proportionnée et adaptée à chaque territoire, les mesures complémentaires et renforcements nécessaires pour atteindre les objectifs de qualité des eaux vis-à-vis de la pollution par les nitrates d’origine agricole.

### Programmes successifs adaptés
Pour lutter contre les pollutions par les nitrates d’origine agricole, des programmes d’actions sont successivement mis en œuvre depuis 1996 afin d'adapter les contraintes et restrictions d'épandage à chaque type de culture principale ou culture intermédiaire particulièrement en hiver et selon chaque région.

### Nombreux textes réglementaires de référence
De nombreux textes concernent directement ou indirectement cette directive et ses objectifs. Les principaux sont :
- Le décret du 27 août 1993, relatif à la protection des eaux contre la pollution par les nitrates d’origine agricole, qui impose en particulier de délimiter sur carte des « zones vulnérables » (définies par la directive)
- Le décret du 4 mars 1996 et l’arrêté du 6 mars 1996 et suivants qui lancent et cadrent les programmes d’action (qui doivent être évalués avant et pour leur révision, correction et mise à jour)
- L’arrêté du 2 novembre 1993, appliquant la loi sur l’eau de 1964 et l’accord avec la profession agricole, prescrit des programmes de résorption dans les cantons en Zones d’Excédent Structurel (ZES).
- Le décret du 10 janvier 2001 (modifié par le décret du 30 mai 2005 et l’arrêté du 6 mars 2001 modifié), qui transposent la directive pour ce qui concerne la mise en œuvre des programmes d’action. (Abrogé par Décret  n° 2007-397 du 22 mars 2007 relatif à la partie réglementaire du code de l'environnement)

Des recommandations, guides et outils tels que le « code (national) de bonne pratique agricole » existent (le code a fait l’objet d'un arrêté du 22 novembre 1993)
Le Grenelle de l'environnement, et les nouveaux SDAGE, via la trame verte et bleue en particulier, ont renforcé les perspectives d'encadrement de la lutte contre l'eutrophisation.
Les déclarations de flux d'azote sont effectuées à l'aide de la téléprocédure Télésillage.

## Grandes orientations et obligations
Chaque état membre doit :
1. surveiller les taux de nitrates et l'état trophique de chaque types de masse d’eau de son territoire[7] ;
2. définir les eaux polluées ou susceptibles de l’être, selon les critères de l’annexe I de la directive [7];
3. désigner et cartographier des "zones vulnérables aux nitrates (ce sont les zones où les valeurs limites européennes de concentration en nitrates dans les eaux superficielles destinées à l'alimentation en eau potable sont dépassées (> 50 mg/l) ou menacent de l'être. Dans toutes ces zones, un programme d’action doit être initié et poursuivi tant que le bon état écologique n'est pas atteint du point de vue des taux de nitrates)[7] ;
4. établir des codes de bonne pratique agricole (national, mais adapté au contexte local), mis en œuvre volontairement sur tout le territoire national[7] ;
5. établir des programmes d’action de prévention et réduction de la pollution des eaux par les nitrates. Leur mise en œuvre est obligatoire dans les zones vulnérables ou sur l’ensemble du territoire[7] ;
6. réexaminer ou réviser tous les 4 ans au moins, le zonage de vulnérabilité aux nitrates, et les programmes d’action[7] ;
7. présenter à la Commission européenne, tous les quatre ans un bilan d'avancement sous la forme d'un rapport[7].

Les programmes d’action ont été mis en place en France à partir de 1997 à 2000, avec un second programme (de 2001 à 2004), un troisième initié fin 2004 mais révisé en novembre 2005 imposant une fertilisation azotée respectant les principes d'une fertilisation équilibrée et un total d'apport annuel en azote organique inférieur à 170 kg d’azote/ha épandable.
Le nord de la France, intensivement cultivé (Picardie, Nord-Pas-de-Calais) n'a été classé en totalité en zone vulnérable qu'en 2004, après un classement partiel en 1997 (jugé non conforme par l'Europe). Le quatre départements de Bretagne étaient déjà classée vulnérables en totalité (dès 1994). Ces deux régions sont les plus concernées par les apports azotés agricoles.

## Exemples de mesures d'application des programmes d’action
- fertilisation dite « équilibrée », pour chaque parcelle.
- Cahier de fertilisation et « plan prévisionnel de fumure » (intégrant le besoin prévisionnel en azote)
- document d’enregistrement incluant ; 1), un plan prévisionnel de fumure d'azote et 2) l’enregistrement régulier des quantités d’azote réellement apportées (par îlot cultural si ce n'est à la parcelle). Ce document est notamment nécessaire pour un suivi statistique et l'évaluation des plans d'action.
- plafond de 170 kg/ha épandable à ne pas dépasser pour l’ensemble de l’exploitation.
- calendrier réglementaire des épandages de fertilisants précisant les dates autorisées d’utilisation des fertilisants, selon leur nature (solubilité, rapport C/N, par ex pour les  fertilisants dits de type I (fumiers de bovins), de type II (lisiers) et de type III (engrais chimiques) et les cultures pour lesquelles ces épandages peuvent être autorisés à ces dates  (grandes cultures d’automne : ex. blé ; grandes cultures de printemps : ex. maïs ; prairies (permanentes ou non) et certaines cultures particulières telles que le colza ou spécialisées (maraîchage, cressonnières, etc)
- extension locales des périodes d’interdiction des fertilisants (par rapport au code national minimal), selon les risques pour les nappes et eaux de surface (par exemple, la Bretagne a interdit les fertilisation en automne, en encourageant une meilleure couverture hivernale de sols.) ;
Une progressivité du calendrier a permis aux élevages ne possédant pas de capacités de stockage suffisantes de s'équiper, avec l'aide du PMPOA. Les élevages qui bénéficient de cette dérogation restent soumis aux dates figurant dans le calendrier du code national de bonne pratique agricole ; la dérogation est conditionnée à un délai de mise aux normes du stockage.
- meilleure prise en compte de besoin azoté des cultures et des reliquats azotés (ce qui a déjà été épandu, qui est encore dans le sol, et qui n'a pas été consommé par les plantes).
- Périmètres tampon ou de protection éloignant les limites d’épandage des zones sensibles (champs captant, sites aquacoles et conchylicoles, réservoirs d'eau, certains cours d'eau, berges zones de baignade, Zones humides remarquables, etc.).
- interdiction de drainage des zones humides
- interdiction de retournement (labour) ou destruction (par désherbage total) des prairies permanentes et/ou de toutes prairies en zones inondables..
- bandes enherbées protégeant les cours d'eau (en tant que « pompe à nitrate » et limitant l'érosion et donc la turbidité des cours d'eau
- Labour, alternatives au désherbage chimique, etc.

Le préfet de Bassin peut décider d' actions complémentaires visant à la fois un moindre lessivage des nitrates vers les cours d’eau et une moindre pression azotée dans les bassins versants situés en amont de captages d’eaux superficielles destinée à la consommation humaine ; si ces eaux ne répondent pas aux exigences de qualité des eaux brutes .

 Ces mesures associent par exemple le maintien de l’enherbement des berges (bandes enherbées), une couverture totale et obligatoire des sols agricoles en période de lessivage (mesure indemnisée via l’indemnité compensatoire à la couverture des sols - ICCS), fertilisation azotée organique et minérale interdite au-delà de 210 kg d’azote par hectare épandables, l'interdiction d'ajouter de l'azote sur toute culture suivant un retournement de prairies de plus de 3 ans, règle d'extension des élevage similaires à celles des ZES, etc.

### Programme de résorption en zones d’excédent structurel (ZES)
La carte des zones d’excédent structurel correspond en France aux cantons où la charge azotée ayant une origine animale est supérieure à un plafond de 170 kg d’azote organique par hectare épandable et par an (plafond de la Directive Nitrates). Par exemple, en décembre 2004 plus de la moitié de la Bretagne était encore concernée avec 104 cantons classés en ZES ;
Des programmes de  stabilisations (ex : interdiction d’augmentation du cheptels dans ces zones, avec dérogations pour l’installation des jeunes agriculteurs) et de résorption, accompagnés de financements spécifiques ont été mis en place à partir de 1996. 

 Ils visent par exemple pour l'élevage :
- la réduction de la pollution à la source (moins d'intrants alimentaires, cheptel réduit, élevage plus extensif…),
- un prétraitement des déjections (compostage, méthanisation, nitrification-dénitrification des lisiers, incinération de fumiers de volailles…),
- le transport et l'épandage d'effluents hors ZES, vers des cantons non saturés, mais inférieurs à 140 unités d’azote organique/ha épandable), avec développement de nouvelles zones épandable grâce à des procédés tels que l'injection directe dans le sol, qui atténue les odeurs et le lessivage de surface. )

Un plafond de surface d’épandage par exploitation a permis localement de limiter certaines dérives consistant à exporter le problème sur des territoires voisins, parfois éloignés. 
- En Bretagne, une limitation des apports de phosphore après traitement a été fixée à 100 kg de phosphates / ha

L’agrandissement d’exploitations par restructuration est cadré par le décret 2005-634 du 30 mai 2005.

## Évaluation
Elle est obligatoire par chaque État d'une part, et par la commission européenne sur la base des informations remontées par les 27 États-membres. 
À partir du 5e programme d’action (PA et de l'évaluation environnementale des 4èmes PA, un état des lieux et diagnostic des pressions azotées sur l'environnement doit être fait, avec aspects qualitatifs et quantitatifs, et analyse des tendances pour se préparer à respecter les exigences de "bon état écologique" comme le demande la Directive DCE, avec une traduction concrète en objectifs à atteindre au niveau local à l’horizon 2015 et avant 2027 pour les dérogations qui doivent être justifiées au regard de la qualité des efforts engagés et avec le risque d'amendes élevées en cas de non-conformité), sachant aussi que l’enjeu de la DCE en matière de nitrates ne se résume pas au non-dépassement des 50 mg/l mais bien à une exigence de « bon état ». D'ailleurs, ces 50 mg/l ne sont pas une valeur d’action mais un plafond à ne pas dépasser ; des seuils plus faibles pourront être définis au regard des exigences écologiques (directive fille éventuellement)
L'évaluation se fait pour partie au fil de l'eau par les contrôles (subsidiaires) des États membres, et en aval par les programmes de surveillance des eaux estuariennes ou marines, via aussi IFREMER en France et  OSPAR et HELCOM pour les eaux marines de l'Atlantique Nord-Ouest ou la Mer Baltique.. Elle se fait aussi périodiquement à l'occasion des mises à jour de plans d'action 

## Bilan global (européen)

### 1reévaluation
Un premier rapport européen a porté sur la période 2004-2008 ;

#### Pour les eaux souterraines
les évaluations prospectives et des tendances restent délicates, car les questions des temps de transferts et de l’inertie de la nappe (temps de transfert) restent discutées et empreintes d'importantes marges d'incertitudes (les aléas telles que sécheresses ou saisons anormalement humides modifient les flux de nitrates et leurs vitesse). 

#### Pour les eaux de surface et marines
les bilans successifs des 4 premiers plans d'actions montrent que malgré des efforts et de premiers résultats encourageant, il n'y a pas encore d'amélioration tendancielle nette observable dans la plupart des masses d'eau concernant les teneurs en nitrates. 

Localement certains progrès s'expliquent par une déprise agricole, et en France comme en Belgique, dans les zones où les sols sont les plus riches où là où l'élevage industriel est le plus développé, la pression environnementale des nitrates agricoles reste dans l’ensemble très élevée. Des progrès significatifs  (couverture partielle des sols, légère progression de l'agriculture bio, pratiques de raisonnement, bandes enherbées) ont réduit certains facteurs à risque. Et la couverture des sols réaugmente globalement en hiver, mais ceci ne compense pas encore les effets des derniers retournements de prairies, ni les effets agronomiques de l'intensification de l'agriculture. En 2008, la part absolue de sols nus était encore élevée en hiver et en automne (visible sur les images satellitaires). 
De plus, un sol couvert n'est pas en soi une garantie de « non-pollution ».
Enfin, les jachères ont disparu, parfois au profit des agrocarburants dont le bilan écologique est maintenant revu à la baisse. Et la qualité écologique (en termes d'utilité pour la biodiversité) des bandes enherbées reste pauvre. Et, localement, les prairies permanentes ont encore régressé entre 2005 et 2009.

### 2deévaluation
Le second rapport européen (2013) porte sur la période 2008–2011, via des rapports nationaux rendus en 2012 et complétés en 2013, mais avec quelques lacunes statistiques néanmoins. Il conclut que localement certaines situations ont beaucoup varié, mais que globalement, la situation de l'UE 27 ne s'est pas ou peu améliorée.
- la pression du cheptel bovin reste très déséquilibrée, avec une concentration des effluents d'élevages dans quelques régions ; la pression a baissé en 4 ans de (-2 % pour l'UE-27) mais avec des baisses très importantes en Roumanie (-20 %), à Malte (-17 %), en Bulgarie (-13 %) et en Slovaquie (-9 %), alors qu'elle s'est accrue de 6 % aux Pays-Bas, de 4 % en Pologne et de 4 % en France.
- la pression porcine a diminué de 5 % pour l'UE-27 en 8 ans, mais surtout en Slovaquie (-36 %), en République tchèque (-33 %), en Slovénie (-28 %), en Bulgarie (-26 %), en Pologne (-22 %), en Hongrie (-19 %), à Malte (-18 %), en Lituanie (-16 %) et en Roumanie (-14 %) et moins dans les zones vulnérables. Elle a augmenté de +10 % en Grèce, de 7 % aux Pays-Bas et de 6 % au Luxembourg et de 3 % en  Estonie[7].
- La pression moyenne des élevages de volaille parait stable pour l'UE-27 de 2003 à 2010, selon les statistiques disponibles), mais avec de fortes augmentations dans certains pays +28 % en Lettonie, +22 % en Slovénie, +19 % en Autriche et +13 % aux Pays-Bas. la pression diminue à Chypre (-21 %), en Bulgarie (-16 %), en Estonie (-17 %), en Finlande (-11 %) et en Irlande (-10 %).
- Il y a peu de statistiques sur les ovins, mais la commission note une forte augmentation (+67 %) en Lituanie, mais une diminution au Portugal (-30 %), aux Pays-Bas (-28 %) et en Pologne (-26 %)[7].
- La pression d'épandage n'a pas pu être calculée car plusieurs grands États-membres n'ont pas fourni leurs statistiques à ce sujet (France, Allemagne, Pays-Bas)[7].
- l'épandage d'engrais minéraux [13] a diminué de 6 % dans l’UE-27 entre les deux évaluations, mais s'est stabilisée de 2010 à 2013 à 11 millions de t, (presque 30 % de moins que le record 25 ans). Les agriculteurs épandent 2,5 millions de t (2010) d'engrais  phosphatés et potassiques (70 % de moins que le record historique des années 1980)[7]
- en zone côtière les rejets anthropiques d'azote sont dominants, ailleurs les rejets agricoles prédominent mais la part respective des effluents d’élevage, des engrais minéraux lixiviés ou évaporés et rabattus par les pluies et d’autres sources de pollution varie beaucoup selon les régions et pays[7].

## Contentieux
Cette directive a inégalement été respectée ou trop tardivement appliquée dans certains pays. Elle a pour cette raison été dans les années 1990 et 2000 une source importante de contentieux européen (entre l'Europe et certains États-membres, dont la France).